# 2008-as labdarúgó-Európa-bajnokság (selejtező – A csoport)
A 2008-as labdarúgó-Európa-bajnokság selejtezőjének A csoportjának mérkőzéseit tartalmazó lapja. A csoportban Portugália, Lengyelország, Szerbia, Belgium, Finnország, Örményország, Azerbajdzsán és Kazahsztán szerepelt. A csapatok körmérkőzéses, oda-visszavágós rendszerben játszottak egymással.
Lengyelország és Portugália kijutott az Európa-bajnokságra.

## Tabella
| Hely. | Csapat        | M  | Gy | D | V | G+ | G– | Gk  | P  | Továbbjutás                           |     | Lengyelország | Portugália | Szerbia | Finnország | Belgium | Kazahsztán | Örményország | Azerbajdzsán |
| ----- | ------------- | -- | -- | - | - | -- | -- | --- | -- | ------------------------------------- | --- | ------------- | ---------- | ------- | ---------- | ------- | ---------- | ------------ | ------------ |
| 1.    | Lengyelország | 14 | 8  | 4 | 2 | 24 | 12 | +12 | 28 | Kijutott a 2008-as Európa-bajnokságra |     | —             | 2–1        | 1–1     | 1–3        | 2–0     | 3–1        | 1–0          | 5–0          |
| 2.    | Portugália    | 14 | 7  | 6 | 1 | 24 | 10 | +14 | 27 | Kijutott a 2008-as Európa-bajnokságra |     | 2–2           | —          | 1–1     | 0–0        | 4–0     | 3–0        | 1–0          | 3–0          |
| 3.    | Szerbia       | 14 | 6  | 6 | 2 | 22 | 11 | +11 | 24 |                                       |     | 2–2           | 1–1        | —       | 0–0        | 1–0     | 1–0        | 3–0          | 1–0          |
| 4.    | Finnország    | 14 | 6  | 6 | 2 | 13 | 7  | +6  | 24 |                                       | 0–0 | 1–1           | 0–2        | —       | 2–0        | 2–1     | 1–0        | 2–1          |              |
| 5.    | Belgium       | 14 | 5  | 3 | 6 | 14 | 16 | −2  | 18 |                                       | 0–1 | 1–2           | 3–2        | 0–0     | —          | 0–0     | 3–0        | 3–0          |              |
| 6.    | Kazahsztán    | 14 | 2  | 4 | 8 | 11 | 21 | −10 | 10 |                                       | 0–1 | 1–2           | 2–1        | 0–2     | 2–2        | —       | 1–2        | 1–1          |              |
| 7.    | Örményország  | 12 | 2  | 3 | 7 | 4  | 13 | −9  | 9  |                                       | 1–0 | 1–1           | 0–0        | 0–0     | 0–1        | 0–1     | —          | Tör.         |              |
| 8.    | Azerbajdzsán  | 12 | 1  | 2 | 9 | 6  | 28 | −22 | 5  |                                       | 1–3 | 0–2           | 1–6        | 1–0     | 0–1        | 1–1     | Tör.       | —            |              |

1. 1 2  Egymás elleni pontszám: Szerbia 4, Finnország 1.
2. 1 2  Az UEFA 2007 júniusában törölte az Azerbajdzsán–Örményország, illetve az Örményország–Azerbajdzsán mérkőzéseket, mert a két szövetség nem tudott megállapodni a mérkőzések helyszínéről.[1]

## Mérkőzések
| 2006. augusztus 16. 19:45 (UTC+2) |

| Belgium | 0–0         | Kazahsztán |
| ------- | ----------- | ---------- |
|         | Jegyzőkönyv |            |

| Constant Vanden Stock, Brüsszel Nézőszám: 15 495 Játékvezető: Mark Courtney (északír) |

| 2006. szeptember 2. 20:15 (UTC+2) |

| Szerbia   | 1–0               | Azerbajdzsán |
| --------- | ----------------- | ------------ |
| Žigić 72' | (0–0) Jegyzőkönyv |              |

| Stadion Crvena Zvezda, Belgrád Nézőszám: 0 Játékvezető: Knut Kircher (német) |

| 2006. szeptember 2. 20:30 (UTC+2) |

| Lengyelország | 1–3               | Finnország                               |
| ------------- | ----------------- | ---------------------------------------- |
| Garguła 89'   | (0–0) Jegyzőkönyv | Litmanen 54' 76' (11-esből) Väyrynen 84' |

| Zdzisław Krzyszkowiak, Bydgoszcz Nézőszám: 17 000 Játékvezető: Laurent Duhamel (francia) |

| 2006. szeptember 6. 19:00 (UTC+5) |

| Azerbajdzsán | 1–1               | Kazahsztán |
| ------------ | ----------------- | ---------- |
| Ladaga 16'   | (1–1) Jegyzőkönyv | Byakov 36' |

| Tofik Bahramov Stadion, Baku Nézőszám: 18 000 Játékvezető: Szabó Zsolt (magyar) |

| 2006. szeptember 6. 21:00 (UTC+5) |

| Örményország | 0–1               | Belgium        |
| ------------ | ----------------- | -------------- |
|              | (0–1) Jegyzőkönyv | Van Buyten 41' |

| Hanrapetakan Stadium, Jereván Nézőszám: 8000 Játékvezető: Gerald Lehner (osztrák) |

| 2006. szeptember 6. 20:00 |

| Finnország    | 1–1               | Portugália     |
| ------------- | ----------------- | -------------- |
| Johansson 22' | (1–1) Jegyzőkönyv | Nuno Gomes 42' |

| Olympic Stadium, Helsinki Nézőszám: 38 015 Játékvezető: Konrad Plautz (osztrák) |

| 2006. szeptember 6. 20:30 (UTC+2) |

| Lengyelország | 1–1               | Szerbia     |
| ------------- | ----------------- | ----------- |
| Matusiak 30'  | (1–0) Jegyzőkönyv | Lazović 71' |

| Stadion Wojska Polskiego, Varsó Nézőszám: 5000 Játékvezető: Graham Poll (angol) |

| 2006. október 7. 21:00 (UTC+6) |

| Kazahsztán | 0–1               | Lengyelország |
| ---------- | ----------------- | ------------- |
|            | (0–0) Jegyzőkönyv | Smolarek 52'  |

| Központi stadion, Almati Nézőszám: 18 000 Játékvezető: Edo Trivković (horvát) |

| 2006. október 7. 21:00 (UTC+5) |

| Örményország | 0–0         | Finnország |
| ------------ | ----------- | ---------- |
|              | Jegyzőkönyv |            |

| Hanrapetakan Stadium, Jereván Nézőszám: 7500 Játékvezető: Damir Skomina (szlovák) |

| 2006. október 7. 20:15 (UTC+2) |

| Szerbia   | 1–0               | Belgium |
| --------- | ----------------- | ------- |
| Žigić 54' | (0–0) Jegyzőkönyv |         |

| Stadion Crvena Zvezda, Belgrád Nézőszám: 35 000 Játékvezető: Domenico Messina (olasz) |

| 2006. október 7. 21:00 WEST |

| Portugália                   | 3–0               | Azerbajdzsán |
| ---------------------------- | ----------------- | ------------ |
| Ronaldo 25' 63' Carvalho 31' | (2–0) Jegyzőkönyv |              |

| Estádio do Bessa Século XXI, Porto Nézőszám: 20 000 Játékvezető: Mark Halsey (angol) |

| 2006. október 11. 22:00 (UTC+6) |

| Kazahsztán | 0–2               | Finnország              |
| ---------- | ----------------- | ----------------------- |
|            | (0–1) Jegyzőkönyv | Litmanen 29' Hyypiä 64' |

| Központi stadion, Almati Nézőszám: 17 000 Játékvezető: Athanásziosz Briákosz (görög) |

| 2006. október 11. 20:15 (UTC+2) |

| Szerbia                                          | 3–0               | Örményország |
| ------------------------------------------------ | ----------------- | ------------ |
| Stanković 54' (11-esből) Lazović 62' Žigić 90+2' | (0–0) Jegyzőkönyv |              |

| Stadion Crvena Zvezda, Belgrád Nézőszám: 20 000 Játékvezető: Georgios Kasnaferis (görög) |

| 2006. október 11. 20:30 (UTC+2) |

| Lengyelország   | 2–1               | Portugália       |
| --------------- | ----------------- | ---------------- |
| Smolarek 9' 18' | (2–0) Jegyzőkönyv | Nuno Gomes 90+2' |

| Stadion Śląski, Chorzów Nézőszám: 40 000 Játékvezető: Wolfgang Stark (német) |

| 2006. október 11. 20:45 (UTC+2) |

| Belgium                                           | 3–0               | Azerbajdzsán |
| ------------------------------------------------- | ----------------- | ------------ |
| Simons 24' (11-esből) Vandenbergh 47' Dembélé 82' | (1–0) Jegyzőkönyv |              |

| Constant Vanden Stock, Brüsszel Nézőszám: 12 000 Játékvezető: Romans Lajuks (lett) |

| 2006. november 15. 19:00 EET |

| Finnország  | 1–0               | Örményország |
| ----------- | ----------------- | ------------ |
| Nurmela 10' | (1–0) Jegyzőkönyv |              |

| Finnair Stadium, Helsinki Nézőszám: 9445 Játékvezető: Craig Thomson (skót) |

| 2006. november 15. 20:30 |

| Belgium | 0–1               | Lengyelország |
| ------- | ----------------- | ------------- |
|         | (0–1) Jegyzőkönyv | Matusiak 19'  |

| Baldvin király Stadion, Brüsszel Nézőszám: 37 578 Játékvezető: Stuart Dougal (skót) |

| 2006. november 15. 21:00 |

| Portugália               | 3–0               | Kazahsztán |
| ------------------------ | ----------------- | ---------- |
| Simão 8' 86' Ronaldo 30' | (2–0) Jegyzőkönyv |            |

| Estádio Cidade de Coimbra, Coimbra Nézőszám: 27 000 Játékvezető: René Rogalla (svájci) |

| 2007. március 24. 19:00 (UTC+6) |

| Kazahsztán                       | 2–1               | Szerbia   |
| -------------------------------- | ----------------- | --------- |
| Ashirbekov 47' Zhumaskaliyev 61' | (0–0) Jegyzőkönyv | Žigić 68' |

| Központi stadion, Almati Nézőszám: 15 000 Játékvezető: Vladimir Hriňák (szlovák) |

| 2007. március 24. 18:00 |

| Lengyelország                                                 | 5–0               | Azerbajdzsán |
| ------------------------------------------------------------- | ----------------- | ------------ |
| Bąk 3' Dudka 6' Łobodziński 34' Krzynówek 58' Kaźmierczak 84' | (3–0) Jegyzőkönyv |              |

| Stadion Wojska Polskiego, Varsó Nézőszám: 12 000 Játékvezető: Kristinn Jakobsson (izlandi) |

| 2007. március 24. 21:00 |

| Portugália                                  | 4–0               | Belgium |
| ------------------------------------------- | ----------------- | ------- |
| Nuno Gomes 53' Ronaldo 55' 75' Quaresma 68' | (0–0) Jegyzőkönyv |         |

| José Alvalade, Lisszabon Nézőszám: 47 009 Játékvezető: Kyros Vassaras (görög) |

| 2007. március 28. 20:00 (UTC+5) |

| Azerbajdzsán  | 1–0               | Finnország |
| ------------- | ----------------- | ---------- |
| Imamaliev 83' | (0–0) Jegyzőkönyv |            |

| Tofik Bahramov Stadion, Baku Nézőszám: 14 000 Játékvezető: Domenico Messina (olasz) |

| 2007. március 28. 20:30 (UTC+2) |

| Lengyelország | 1–0               | Örményország |
| ------------- | ----------------- | ------------ |
| Żurawski 26'  | (1–0) Jegyzőkönyv |              |

| Miejski Stadion, Kielce Nézőszám: 15 000 Játékvezető: Alberto Undiano Mallenco (spanyol) |

| 2007. március 28. 20:30 (UTC+2) |

| Szerbia      | 1–1               | Portugália |
| ------------ | ----------------- | ---------- |
| Janković 37' | (1–1) Jegyzőkönyv | Tiago 5'   |

| Stadion Crvena Zvezda, Belgrád Nézőszám: 55 000 Játékvezető: Bertrand Layec (francia) |

| 2007. június 2. 18:00 (UTC+6) |

| Kazahsztán             | 1–2               | Örményország                            |
| ---------------------- | ----------------- | --------------------------------------- |
| Baltiev 88' (11-esből) | (0–2) Jegyzőkönyv | Arzumanyan 31' Hovsepian 39' (11-esből) |

| Almaty Central Stadium, Almaty Nézőszám: 17 100 Játékvezető: Pavel Královec (cseh) |

| 2007. június 2. 21:00 (UTC+5) |

| Azerbajdzsán | 1–3               | Lengyelország                  |
| ------------ | ----------------- | ------------------------------ |
| Subašić 6'   | (1–0) Jegyzőkönyv | Smolarek 63' Krzynówek 66' 90' |

| Tofik Bahramov Stadion, Baku Nézőszám: 4500 Játékvezető: Costas Kapitanis (ciprusi) |

| 2007. június 2. 19:15 EEST |

| Finnország | 0–2               | Szerbia                   |
| ---------- | ----------------- | ------------------------- |
|            | (0–1) Jegyzőkönyv | Janković 3' Jovanović 86' |

| Olympic Stadium, Helsinki Nézőszám: 33 615 Játékvezető: Manuel Mejuto González (spanyol) |

| 2007. június 2. 20:45 CEST |

| Belgium      | 1–2               | Portugália           |
| ------------ | ----------------- | -------------------- |
| Fellaini 55' | (0–1) Jegyzőkönyv | Nani 43' Postiga 64' |

| Baldvin király Stadion, Brüsszel Nézőszám: 45 585 Játékvezető: Martin Hansson (svéd) |

| 2007. június 6. 19:00 (UTC+6) |

| Kazahsztán  | 1–1               | Azerbajdzsán |
| ----------- | ----------------- | ------------ |
| Baltiev 53' | (0–1) Jegyzőkönyv | Nadirov 30'  |

| Almaty Central Stadium, Almaty Nézőszám: 11 800 Játékvezető: Albert Toussaint (luxemburgi) |

| 2007. június 6. 20:30 (UTC+5) |

| Örményország          | 1–0               | Lengyelország |
| --------------------- | ----------------- | ------------- |
| Hamlet Mkhitaryan 66' | (0–0) Jegyzőkönyv |               |

| Hanrapetakan Stadium, Jereván Nézőszám: 12 500 Játékvezető: Cristian Balaj (román) |

| 2007. június 6. 20:15 EEST |

| Finnország                    | 2–0               | Belgium |
| ----------------------------- | ----------------- | ------- |
| Johansson 27' A. Eremenko 71' | (1–0) Jegyzőkönyv |         |

| Olympic Stadium, Helsinki Nézőszám: 34 818 Játékvezető: Mike Riley (angol) |

| 2007. augusztus 22. 19:00 EEST |

| Finnország                 | 2–1               | Kazahsztán |
| -------------------------- | ----------------- | ---------- |
| A. Eremenko 13' Tainio 61' | (1–1) Jegyzőkönyv | Byakov 23' |

| Ratina Stadion, Tampere Nézőszám: 13 000 Játékvezető: Kassai Viktor (magyar) |

| 2007. augusztus 22. 19:00 (UTC+5) |

| Örményország   | 1–1               | Portugália  |
| -------------- | ----------------- | ----------- |
| Arzumanyan 10' | (1–1) Jegyzőkönyv | Ronaldo 37' |

| Hanrapetakan Stadium, Jereván Nézőszám: 15 550 Játékvezető: Claus Bo Larsen (dán) |

| 2007. augusztus 22. 20:45 CEST |

| Belgium                      | 3–2               | Szerbia              |
| ---------------------------- | ----------------- | -------------------- |
| Dembélé 10' 88' Mirallas 30' | (2–0) Jegyzőkönyv | Kuzmanović 73' 90+1' |

| Baldvin király Stadion, Brüsszel Nézőszám: 19 202 Játékvezető: Terje Hauge (norvég) |

| 2007. szeptember 8. |

| Azerbajdzsán | törölve     | Örményország |
| ------------ | ----------- | ------------ |
|              | Jegyzőkönyv |              |

|  |

| 2007. szeptember 8. 20:15 CEST |

| Szerbia | 0–0         | Finnország |
| ------- | ----------- | ---------- |
|         | Jegyzőkönyv |            |

| Stadion Crvena Zvezda, Belgrád Nézőszám: 15 000 Játékvezető: Eric Braamhaar (holland) |

| 2007. szeptember 8. 21:00 WEST |

| Portugália              | 2–2               | Lengyelország                 |
| ----------------------- | ----------------- | ----------------------------- |
| Maniche 50' Ronaldo 73' | (0–1) Jegyzőkönyv | Lewandowski 44' Krzynówek 88' |

| Estádio da Luz, Lisszabon Nézőszám: 55 000 Játékvezető: Roberto Rosetti (olasz) |

| 2007. szeptember 12. |

| Örményország | törölve     | Azerbajdzsán |
| ------------ | ----------- | ------------ |
|              | Jegyzőkönyv |              |

|  |

| 2007. szeptember 12. 21:00 (UTC+6) |

| Kazahsztán                       | 2–2               | Belgium                   |
| -------------------------------- | ----------------- | ------------------------- |
| Byakov 39' Smakov 77' (11-esből) | (1–2) Jegyzőkönyv | Geraerts 13' Mirallas 24' |

| Almaty Central Stadium, Almaty Nézőszám: 18 000 Játékvezető: Alexandru Tudor (román) |

| 2007. szeptember 12. 19:00 EEST |

| Finnország | 0–0         | Lengyelország |
| ---------- | ----------- | ------------- |
|            | Jegyzőkönyv |               |

| Olympic Stadium, Helsinki Nézőszám: 34 088 Játékvezető: Herbert Fandel (német) |

| 2007. szeptember 12. 21:00 WEST |

| Portugália | 1–1               | Szerbia      |
| ---------- | ----------------- | ------------ |
| Simão 11'  | (1–0) Jegyzőkönyv | Ivanović 88' |

| Estádio José Alvalade, Lisszabon Nézőszám: 47 000 Játékvezető: Markus Merk (német) |

| 2007. október 13. 20:00 (UTC+5) |

| Örményország | 0–0         | Szerbia |
| ------------ | ----------- | ------- |
|              | Jegyzőkönyv |         |

| Hanrapetakan Stadium, Jereván Nézőszám: 10 000 Játékvezető: Stefan Johannesson (svéd) |

| 2007. október 13. 21:00 (UTC+5) |

| Azerbajdzsán | 0–2               | Portugália                  |
| ------------ | ----------------- | --------------------------- |
|              | (0–2) Jegyzőkönyv | Bruno Alves 12' Almeida 45' |

| Tofik Bahramov Stadion, Baku Nézőszám: 30 000 Játékvezető: Ivan Bebek (horvát) |

| 2007. október 13. 20:30 CEST |

| Lengyelország        | 3–1               | Kazahsztán |
| -------------------- | ----------------- | ---------- |
| Smolarek 56' 64' 65' | (0–1) Jegyzőkönyv | Byakov 20' |

| Stadion Wojska Polskiego, Varsó Nézőszám: 12 000 Játékvezető: Espen Berntsen (norvég) |

| 2007. október 13. 20:45 CEST |

| Belgium | 0–0         | Finnország |
| ------- | ----------- | ---------- |
|         | Jegyzőkönyv |            |

| Baldvin király Stadion, Brüsszel Nézőszám: 4131 Játékvezető: Costas Kapitanis (ciprusi) |

| 2007. október 17. 20:00 (UTC+6) |

| Kazahsztán   | 1–2               | Portugália                 |
| ------------ | ----------------- | -------------------------- |
| Byakov 90+5' | (0–0) Jegyzőkönyv | Makukula 84' Ronaldo 90+1' |

| Almaty Central Stadium, Almaty Nézőszám: 25 000 Játékvezető: Jan Wegereef (holland) |

| 2007. október 17. 21:00 (UTC+5) |

| Azerbajdzsán | 1–6               | Szerbia                                                          |
| ------------ | ----------------- | ---------------------------------------------------------------- |
| Aliyev 26'   | (1–4) Jegyzőkönyv | D. Tošić 4' Žigić 22' 42' Janković 41' Smiljanic 75' Lazović 84' |

| Tofik Bahramov Stadion, Baku Nézőszám: 9000 Játékvezető: Thomas Einwaller (osztrák) |

| 2007. október 17. 20:45 CEST |

| Belgium                            | 3–0               | Örményország |
| ---------------------------------- | ----------------- | ------------ |
| Sonck 63' Dembélé 69' Geraerts 76' | (0–0) Jegyzőkönyv |              |

| Baldvin király Stadion, Brüsszel Nézőszám: 14 812 Játékvezető: Johannes Valgeirsson (izlandi) |

| 2007. november 17. 16:05 EET |

| Finnország            | 2–1               | Azerbajdzsán |
| --------------------- | ----------------- | ------------ |
| Forssell 79' Kuqi 86' | (0–0) Jegyzőkönyv | Gurbanov 63' |

| Helsinki Olympic Stadium, Helsinki Nézőszám: 10 325 Játékvezető: Alain Hamer (luxemburgi) |

| 2007. november 17. 20:30 |

| Lengyelország    | 2–0               | Belgium |
| ---------------- | ----------------- | ------- |
| Smolarek 45' 49' | (1–0) Jegyzőkönyv |         |

| Stadion Śląski, Chorzów Nézőszám: 47 000 Játékvezető: Claus Bo Larsen (dán) |

| 2007. november 17. 21:00 |

| Portugália  | 1–0               | Örményország |
| ----------- | ----------------- | ------------ |
| Almeida 42' | (1–0) Jegyzőkönyv |              |

| Estádio Dr. Magalhães Pessoa, Leiria Nézőszám: 23 000 Játékvezető: Mike Riley (angol) |

| 2007. november 21. 19:00 (UTC+4) |

| Örményország | 0–1               | Kazahsztán    |
| ------------ | ----------------- | ------------- |
|              | (0–0) Jegyzőkönyv | Ostapenko 64' |

| Hanrapetakan Stadium, Jereván Nézőszám: 8000 Játékvezető: Bruno Faye (francia) |

| 2007. november 21. 21:00 (UTC+4) |

| Azerbajdzsán | 0–1               | Belgium     |
| ------------ | ----------------- | ----------- |
|              | (0–0) Jegyzőkönyv | Pieroni 52' |

| Tofik Bahramov Stadion, Baku Nézőszám: 18 000 Játékvezető: Asaf Kenan (izraeli) |

| 2007. november 21. 20:45 |

| Szerbia               | 2–2               | Lengyelország             |
| --------------------- | ----------------- | ------------------------- |
| Žigić 68' Lazović 70' | (0–1) Jegyzőkönyv | Murawski 28' Matusiak 46' |

| Stadion Crvena Zvezda, Belgrád Nézőszám: 3000 Játékvezető: Massimo Busacca (svájci) |

| 2007. november 21. 19:45 |

| Portugália | 0–0         | Finnország |
| ---------- | ----------- | ---------- |
|            | Jegyzőkönyv |            |

| Estádio do Dragão, Porto Nézőszám: 50 000 Játékvezető: Ľuboš Micheľ (szlovák) |

| 2007. november 24. 18:00 (UTC+1) |

| Szerbia               | 1–0               | Kazahsztán |
| --------------------- | ----------------- | ---------- |
| Ostapenko 79' (öngól) | (0–0) Jegyzőkönyv |            |

| Stadion Partizana, Belgrád Nézőszám: 400 Játékvezető: Kírosz Vasszárasz (görög) |

A mérkőzést eredetileg 2007. november 17-én, 20 órai kezdettel játszották volna, de havazás miatt elhalasztották. November 18-án úgy döntöttek, hogy a mérkőzést tovább halasztják november 24-ére.